# Atkaracalar
Atkaracalar ist eine Stadt und ein Landkreis der türkischen Provinz Çankırı. Der Ort liegt etwa 50 Kilometer nordwestlich der Provinzhauptstadt Çankırı.

## Landkreis
Der Landkreis liegt im Nordwesten der Provinz. Er grenzt im Westen an den Kreis Çerkeş, im Norden an den Kreis Bayramören, im Osten an den Kreis Kurşunlu und im Süden an den Kreis Orta. Die Stadt und den Landkreis durchquert von Westen nach Osten die Europastraße 80, die von Edirne über Istanbul kommend nach Erzurum und zur iranischen Grenze führt. Parallel dazu verläuft eine Eisenbahnstrecke, die von Bartın am Schwarzen Meer nach Kayseri führt. Einen ähnlichen Verlauf nimmt im Gebiet von Atkaracalar der Fluss Çerkeş Çayı, der weiter westlich in den Gerede Çayı mündet. Letzterer folgt im Norden einem Teil der Grenze zu Bayramören. Im Norden des Kreises liegt ein Ausläufer des Gebirgszugs Ilgaz Dağları, im Süden der 1840 Meter hohe Dumanlı Tepe.
Atkaracalar ist der kleinste Landkreis und wurde 1987 durch Abspaltung vom Kreis Kurşunlu gebildet. Atkaracalar war ein Bucak im Kreis Kurşunlu (Volkszählung 1985: 9754 Einw.). Der Kreis Atkaracalar besteht neben der Kreisstadt (ca. 48 Prozent der Kreisbevölkerung) noch aus einer weiteren Gemeinde (Belediye), der Belde Çardaklı mit 1823 Einwohnern. Des Weiteren gibt es noch acht Dörfer (Köy) mit durchschnittlich 92 Bewohnern. Budakpınar mit 155 Einwohnern ist dabei das größte.
Die Bevölkerungsdichte des Landkreises Atkaracalar liegt mit 21 Einwohnern je km² unter dem Provinzdurchschnitt (26 Einwohner je km²).